# باشگاه فوتبال یوکوهاما
باشگاه فوتبال یوکوهاما (انگلیسی: Yokohama FC) یک باشگاه فوتبال در شهر یوکوهاما، ژاپن است.
این باشگاه که در سال ۱۹۹۹ تاسیس شده سابقه قهرمانی در لیگ دسته دوم فوتبال ژاپن در سال ۲۰۰۶ را در کارنامه دارد.